# San Diego Conquistadors 1972-1973
La stagione 1972-73 dei San Diego Conquistadors fu la 1ª nella ABA per la franchigia.
I San Diego Conquistadors arrivarono quarti nella Western Division con un record di 30-54. Nei play-off persero la semifinale di division con gli Utah Stars (4-0).

## Risultati
| Squadra                 | V  | P  | %    | GB |
| ----------------------- | -- | -- | ---- | -- |
| Utah Stars              | 55 | 29 | 65,5 | -  |
| Indiana Pacers          | 51 | 33 | 60,7 | 4  |
| Denver Rockets          | 47 | 37 | 56,0 | 8  |
| San Diego Conquistadors | 30 | 54 | 35,7 | 25 |
| Dallas Chaparrals       | 28 | 56 | 33,3 | 27 |

## Roster
| N°    | Naz.                   | Ruolo | Sportivo       | Anno | Alt. | Peso \|\| |
| ----- | ---------------------- | ----- | -------------- | ---- | ---- | --------- |
| 12    | Stati Uniti (bandiera) | GA    | George Adams   | 1949 | 196  | 95        |
| 13    | Stati Uniti (bandiera) | AC    | Stew Johnson   | 1944 | 203  | 100       |
| 14    | Stati Uniti (bandiera) | G     | Henry Bacon    | 1948 | 191  | 93        |
| 20    | Stati Uniti (bandiera) | G     | Mike Barrett   | 1943 | 188  | 70        |
| 21    | Stati Uniti (bandiera) | AC    | Red Robbins    | 1944 | 203  | 86        |
| 23    | Stati Uniti (bandiera) | G     | Chuck Williams | 1947 | 188  | 79        |
| 33-42 | Stati Uniti (bandiera) | AC    | Garfield Smith | 1945 | 206  | 107       |
| 40    | Stati Uniti (bandiera) | A     | Jerry Chambers | 1943 | 196  | 84        |
| 44    | Stati Uniti (bandiera) | GA    | Larry Miller   | 1946 | 193  | 86        |
| 52    | Stati Uniti (bandiera) | C     | Craig Raymond  | 1945 | 211  | 107       |
| 53    | Stati Uniti (bandiera) | A     | Pete Smith     |      | 198  | 93        |
| 54    | Stati Uniti (bandiera) | A     | Simmie Hill    | 1946 | 201  | 106       |
| 55    | Stati Uniti (bandiera) | AC    | Gene Moore     | 1945 | 206  | 102       |

## Staff tecnico
- Allenatore: K.C. Jones
- Vice-allenatore: Stan Albeck
- Preparatore atletico: Bill Antonini